# Lancia Lambda
De Lancia Lambda was een innovatieve auto van het Italiaanse
merk Lancia. Het model werd geproduceerd van juni 1923 tot oktober
1931 in negen series, genummerd van I tot IX. De Lambda was te verkrijgen in
gewone of verlengde uitvoering.

## Technisch
De Lambda was de tweede auto (na de Lagonda 11.1 van 1913) met zelfdragende carrosserie en was ook
een pionier in het gebruik van onafhankelijke wielophanging. Er werd ook
een schokdemper uitgevonden voor het model. De Lambda werd aangedreven door
een V4 met enkele bovenliggende nokkenas (SOHC). De drie
cilinderinhouden waren 2119, 2370 en 2568 cc waarmee de motor respectievelijk
49, 59 en 69 pk leverde. De Lambda was, dankzij de zelfdragende carrosserie en het ontbreken van een apart chassis, een lichte auto van ongeveer 1000 kg. Na testen in de Alpen bleek hij een uitstekende wegligging te
hebben.

## Productie
- 1923: 400 x I + 180 x II = 580 (In totaal 400 x I)
- 1924: 920 x II + 800 x III + 296 x IV = 2016 (In totaal 1100 x II en 800 x III)
- 1925: 554 x IV + 1050 x V + 352 x VI = 1956 (In totaal 850 x IV en 1050 x V)
- 1926: 948 x VI + 906 x VII = 1854 (In totaal 1300 x VI)
- 1927: 1923 x VII = 1923
- 1928: 271 x VII + 1677 x VIII = 1948 (In totaal 3100 VII)
- 1929: 1920 x VIII = 1920
- 1930: 304 x VIII = 304
- 1931: 2 x VIII + 500 x IX = 502 (In totaal 3903 x VIII en 500 x IX)
- Totale productie: 13.003